# Back Market
Back Market（バックマーケット）は、iPhoneやAndroidなど携帯端末を中心としたハイテク機器のリファビッシュ（整備品）・中古デバイス専門のマーケットプレイスとして、2014年に設立されたフランスのユニコーン企業。
2021年3月1日に日本初上陸した。
リファビッシュ品のマーケットプレイスを通じて電子機器の寿命を伸ばし、電子機器の持続可能なエコシステムの構築とIT産業全体のサーキュラーエコノミーを推進することをミッションにかかげている。

## 会社概要
Back Marketは、フランスの3人の起業家（ティボー・フグ・ド・ラローズ、ヴィアニー・ヴォート、クエンティン・ル・ブルースター）によって、2014年に設立された。
同社は、2021年10月の時点で計16カ国（アメリカ、フランス、ドイツ、イギリス、イタリア、スペイン、ベルギー、オーストリア、オランダ、ポルトガル、日本、フィンランド、アイルランド、ギリシャ、スロバキア、スウェーデン）に展開し、プロの手で整備された高品質な電子機器や家電製品を提供している。オフィスは、ニューヨーク、ベルリン、パリ、ボルドーの4都市にあり、約500名のスタッフを構えている。
自社でデバイスを整備・販売しているわけではなく、Amazonマーケットプレイスのように第三者の販売者が、中古品をネット市場で販売する形の電子商取引プラットフォーム。販売者はBack Marketの顧客層にアクセスでき、Back Marketはサイト上での販売を在庫の追加投資をせずに拡大できる。
Back Marketは販売者の商品が売れる度に、販売価格の一定割合を手数料として徴収する。対価として、購入した商品に自然故障が発生した場合、全額返金もしくは代替機と交換できる1年の動作保証を提供している。
2020年の時点で、Back Marketのプラットフォーム上で再生品を販売する認定販売者は1,000を超える。再生品・中古品にありがちな品質のばらつきや製品保証、アフターサービスを画一化して提供し、エコ意識やサステナビリティ文脈にも配慮したサービスを展開している。

## 歴史
2014年 - フランス、パリにて設立。
2015年 - 個人投資家から30万ユーロの資金を調達。
2017年 - 2回目の資金調達で700万ユーロを獲得。当時、本国フランス以外にも活動の30％をスペイン、ドイツ、ベルギー、イタリアが占めていた。
2018年 - ダフニ、ベルナール・アルノー氏率いるアルノーグループ、ティエリープチ、ユーラゼオから4,100万ユーロの資金調達。
2019年 - フランス政府と公的投資銀行のBPIフランスが共同で発表した、世界的に高い成長が見込めるフランスのスタートアップ40社のリスト「Next40」に掲載。
同年、アメリカへの進出時にインフルエンサーを巻き込んだSNSキャンペーンを展開し、イーロン・マスクやジャック・ドーシーなどが反応し拡散され、48時間以内に26,000件もの注文が殺到するなど反響を得た。
2020年 - Covid-19のパンデミックによるロックダウンの影響でECが世界的に進んだ事を受け、前期間と比較し2倍の売上を達成。4回目の資金調達では、ゴールドマン・サックス・グロース、アグラエ・ベンチャーズ（Aglaé Ventures）、ユーラゼオ（Eurazeo）などから新規に1億2,000万ユーロ（128億円）を調達。
2021年 - 5月に3億3,500万ドルの資金調達を発表し、フランスの「ユニコーン」スタートアップのカテゴリーに分類。
同年3月1日に、日本版サイトをオープンした。

## ビジネスモデル
Back Marketはマーケットプレイスであり、リファビッシュ業者、中古品店、または大型スーパーマーケットからの返品によってリサイクルされた中古機器を消費者に提供。独自のアルゴリズムにより、ウェブサイトには常にその時点で最高評価を獲得した販売者の製品が掲載される。
新品ではなくリファビッシュ品の消費を進めることで、環境問題に触れ、電子機器業界全体のサステナビリティに影響を与えることを目標としている。
同社の2019年の声明によれば、不良品の発生率は10%から5％まで減少したという.

### メディア掲載
- 自宅で携帯、何台眠ってる？ 電子デバイスの“循環”ムーブメントがやってきた！【今週のサステナTips】 | Vogue Japan
- LVMH会長も注目の「中古スマホ」企業、年間300億円の流通総額
- 技術系スタートアップ支援を経済復興の柱に（フランス） | 地域・分析レポート - 海外ビジネス情報 JETRO
- 電子機器の廃棄問題の解決策になりそうな、 電子機器リセールマーケット「Back Market」 – J-WAVE 81.3 FM JK RADIO TOKYO UNITED
- アルノー氏も投資 仏リファービッシュ携帯のマーケットプレイスが日本上陸 WWD Japan
- 成長する整備済スマホ市場、マーケットプレースを開発する仏Back Marketは米国へ進出